# Hilfsfahrbetrieb

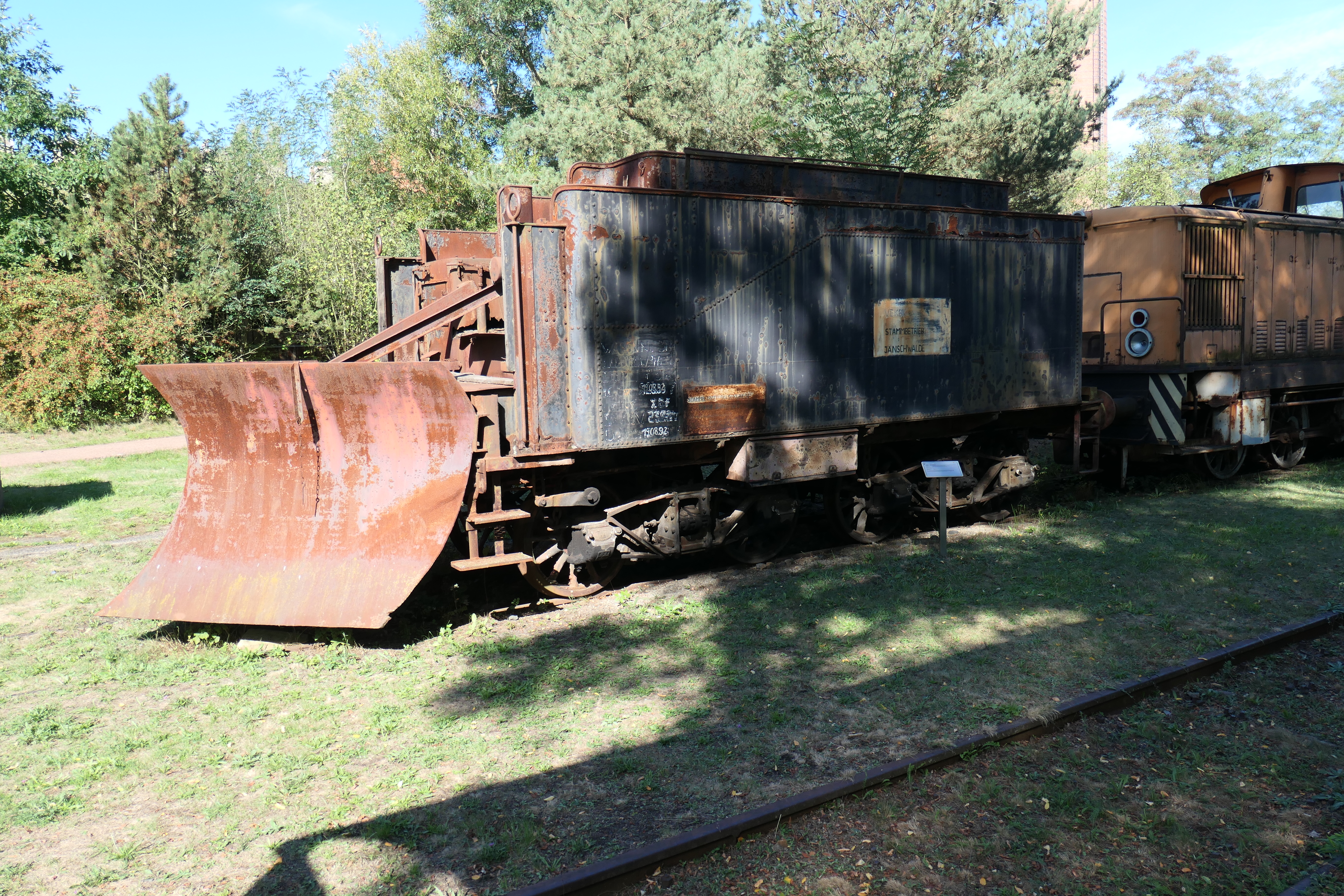
Schienen-Schneepflug im Braunkohlebergbau in Normalspur

Ein Hilfsfahrbetrieb ist eine Sonderform des Fahrbetriebes im Braunkohlebergbau, der bei Eisenbahnbetriebsunfällen oder sonstigen Betriebsstörungen zur technischen Hilfeleistung, zur Räumung der Unfallstelle und zur Wiederherstellung der Bahnanlagen eingesetzt wird. Außerdem sind für die Sicherstellung des Betriebes im Winter bestimmte Maßnahmen erforderlich. Er wird in der Regel aus speziell für den Einsatzzweck geeigneten Eisenbahnfahrzeugen gebildet, wie beispielsweise Gerätewagen, Oberleitungsgerätewagen, Kranwagen oder anderen Sonderfahrzeugen. Viele dieser Fahrzeuge sind mit Antrieb versehen, andere müssen auch mit anderen Schienenfahrzeugen des Braunkohlebergbaues betrieben werden. Für diese Dienste werden vorrangig Fahrzeuge verwendet, die für den Leistungsfahrbetrieb nicht mehr verwendet wurden, aber noch voll einsatzfähig sind.

## Gegenstand des Hilfsbetriebes
Anders als beim Bahnbetrieb bei den öffentlichen Eisenbahnen existieren bei den Werksbahnen im Braunkohlebergbau Kohleverbindungsbahnen mit fester Gleisbettung und Gleisanlagen an den Förderstellen mit Strossengleisen. Für diese Gleisanlagen muss zur Gewährleistung eines reibungslosen Betriebes eine Menge an Neben- oder Hilfsfahrzeugen vorgehalten werden. Im Tagebaubereich ist der Einsatz von vielen Mitarbeitern aus anderen Industriezweigen erforderlich. Dementsprechend hoch sind die Anzahl der vorkommenden Unglücksfälle wie Entgleisungen oder Zusammenstöße.

## Fahrzeuge

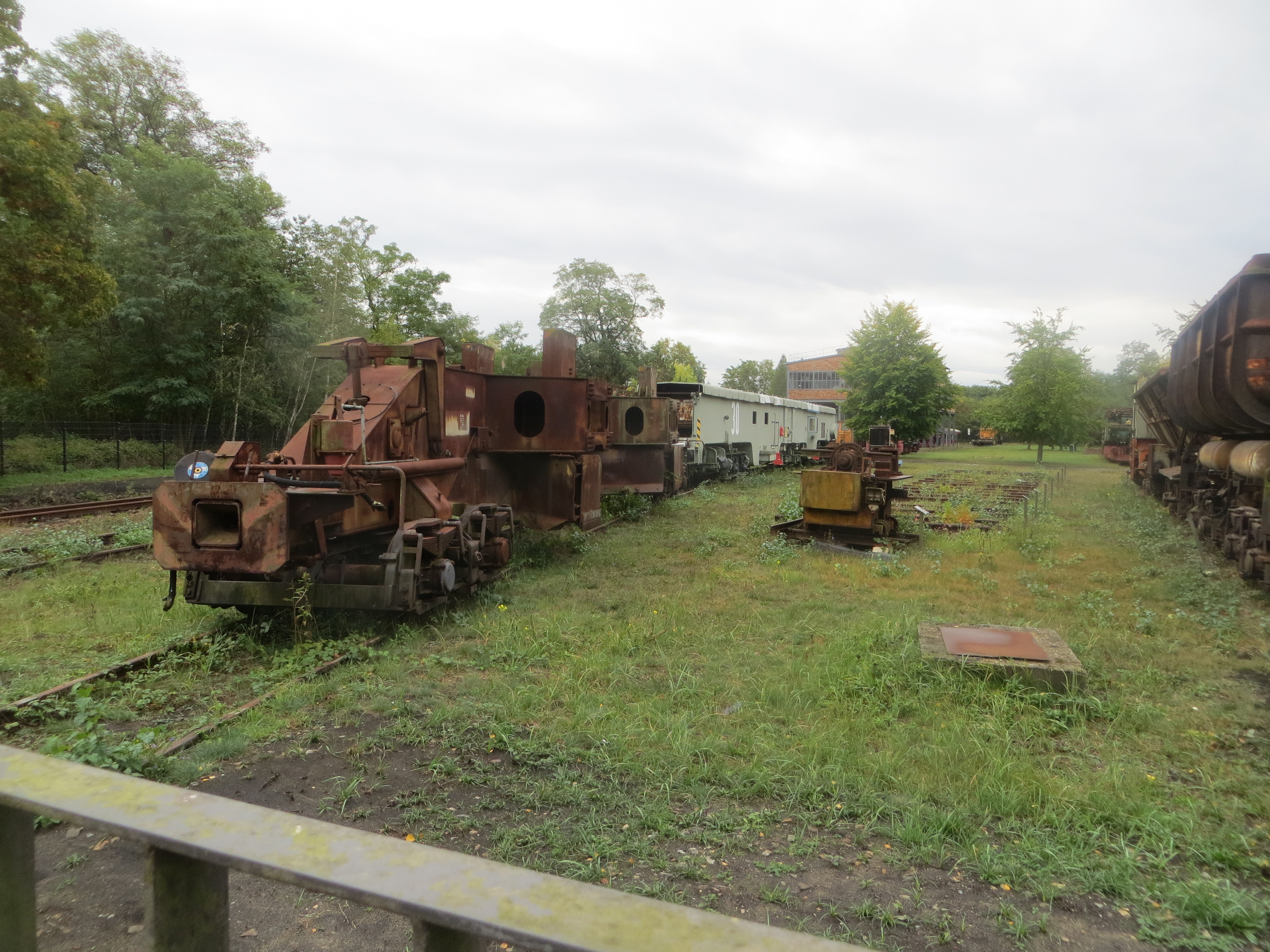
Birkpflug im Braunkohlebergbau

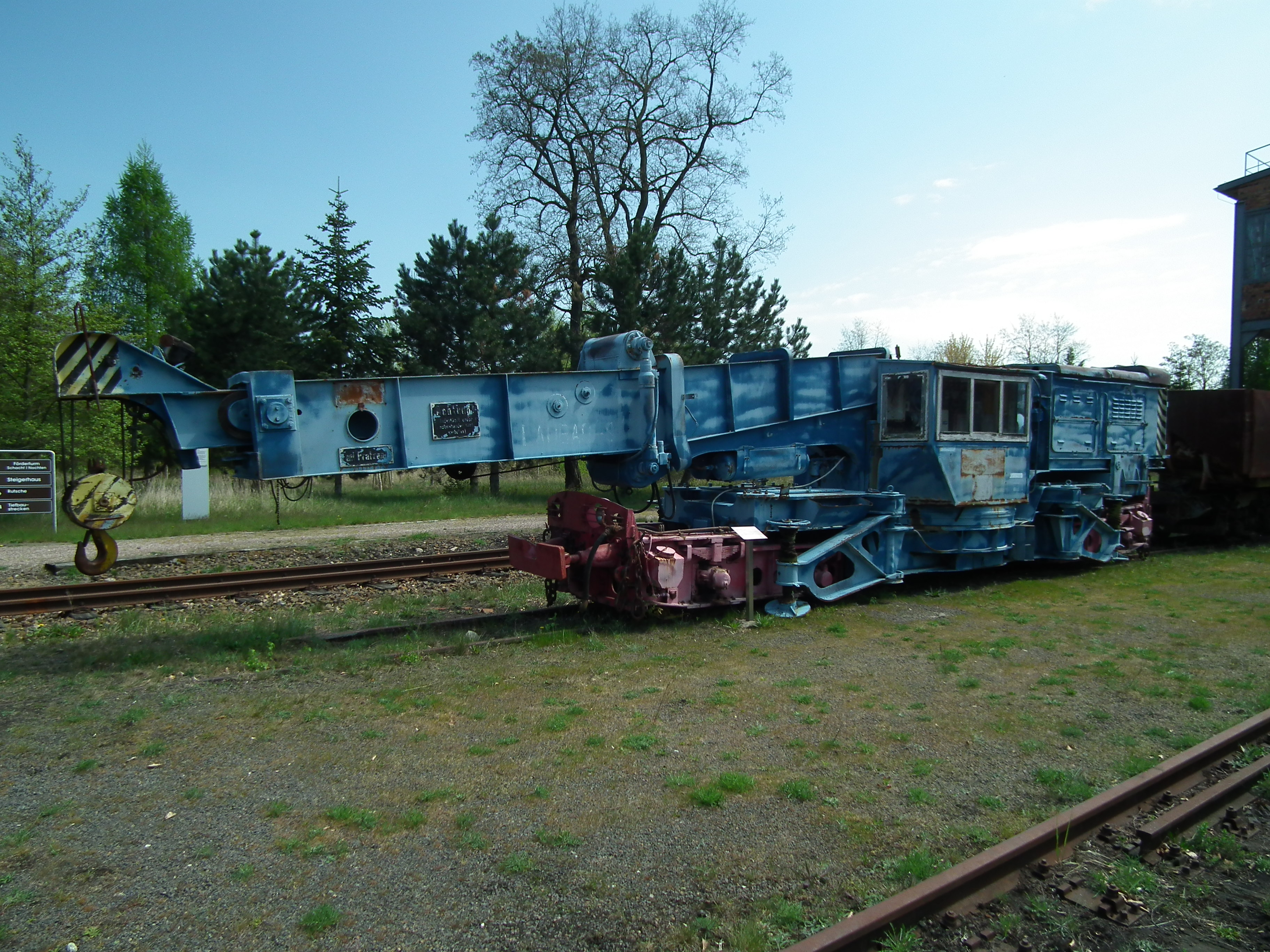
Eisenbahndrehkran für den Braunkohlebergbau

### Gleisbearbeitungsmaschinen
Rückbare Strossengleise sind in den Bereichen der Schaufelradbagger und Absetzer angeordnet. Sie brauchen nach einer Bedienungsfahrt Gerätschaften zur Pflege. Dafür wird der Birkpflug benötigt, der keinen eigenen Antrieb hat. Für das Gleisrücken, das mitunter nur mit Lokantrieb möglich war, werden zusätzliche Tagebaulokomotiven benötigt.

### Ortsgerätewagen
Die Ortsgerätewagen werden ähnlich wie beim Hilfszugeinsatz bei den öffentlichen Bahnen verwendet und wegen der ständigen Entgleisungsgefahr besonders innerhalb der Strossengleise überall stationiert.
Für Entgleisungen mussten spezielle für den Braunkohlenbergbau Eisenbahndrehkrane entwickelt werden, sie konnten Bergungsarbeiten unter der Oberleitung der Nachbargleise übernehmen, ohne den weiteren Betrieb zu behindern.

### Winterbetrieb

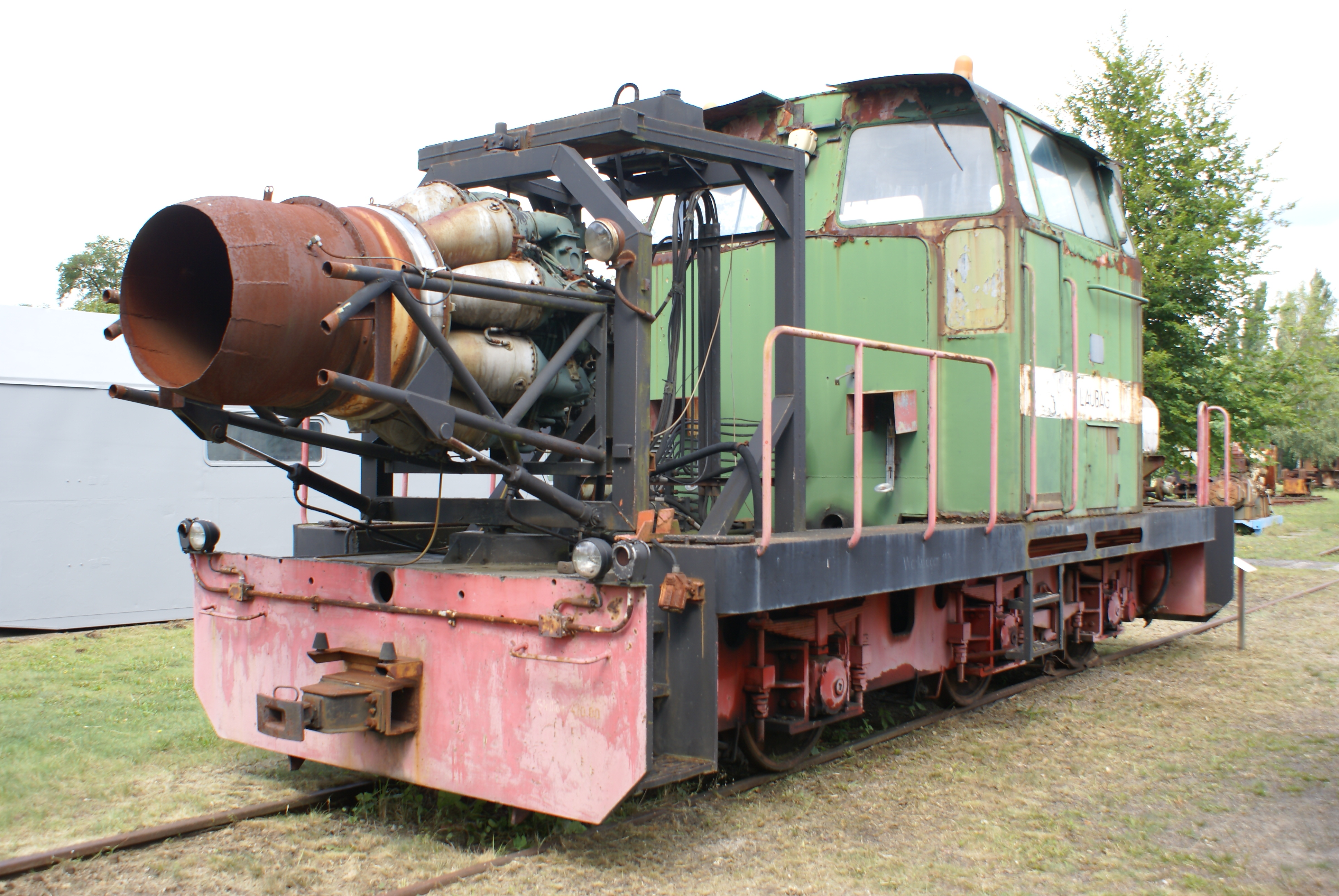
Aus einer ČSD-Baureihe T 334.0 umgebautes Enteisungsgerät von Eisenbahnweiche im Braunkohlebergbau

Im Braunkohlentagebau waren auch Hilfsmittel für die Schneeräumung als Straßen- und Schienenfahrzeuge notwendig. Neben verschiedenen Schneepflügen waren spezielle Auftaugeräte vorhanden, um nach extremen Frostperioden Weichen wieder funktionsfähig zu machen. Eingeführt wurden diese Fahrzeuge in den Katastrophenwintern. In diesem Fall wurde ein antriebsloses Fahrzeug verwendet, dem ein Strahltriebwerk einer MiG 15 mit beigegeben wurde. Beim Betrieb musste darauf geachtet werden, dass sich keine Elemente vom jeweiligen Bahnoberbau lösten, aber die Bunker der Kraftwerke konnten nach solch einem Einsatz wieder bedient werden. Für die Arbeiten zum Lösen der festgefrorenen Kohle in den Förderwagen mussten Wintereinsatzkräfte herangezogen werden.

### Werkspersonenverkehr
Werkspersonenverkehr hat es nicht überall gegeben, zählte aber auch mit zum Hilfsfahrbetrieb. Wo kein Straßenanschluss bestand, wurden auf den Förderbahngleisen Werkspersonenzüge für die Beschäftigten der Einrichtungen mit speziellen Schmalspurwagen gefahren. In der Regel wurden für diese Dienste Diesellokomotiven verwendet, in bestimmten Fällen, wo überall eine Oberleitung vorhanden war, hat man auch Elektrolokomotiven in Form von Altbaulokomotiven, die für den Leistungsfahrbetrieb nicht mehr zugelassen waren, verwendet. Bildlich belegt ist solch ein Einsatz im Tagebau Profen mit einer BBC Bo Bo 70 t, der bis zur Umspurung der letzten Schmalspurstrecke 900 mm auf Normalspur 1976 betrieben wurde.